# Mel Purcell
Mel Purcell, né le 18 juillet 1959 à Joplin, est un joueur américain de tennis, professionnel de 1978 à 1989.
Il a atteint les huitièmes de finale du tournoi de Roland-Garros à deux reprises, en 1981 et en 1982.

## Palmarès

### Titres en simple messieurs
| No | Date       | Nom et lieu du tournoi                  | Catégorie | Dotation | Surface    | Finaliste       | Score         |  |
| -- | ---------- | --------------------------------------- | --------- | -------- | ---------- | --------------- | ------------- |  |
| 1  | 09-03-1981 | Robinson's Men's Tennis Open, Tampa     |           | 75 000 $ | Dur (ext.) | Jeff Borowiak   | 4-6, 6-4, 6-3 |  |
| 2  | 17-08-1981 | Atlanta Open, Atlanta                   |           | 75 000 $ | Dur (ext.) | Gilles Moretton | 6-4, 6-2      |  |
| 3  | 05-10-1981 | Tournoi de tennis de Tel Aviv, Tel Aviv |           | 75 000 $ | Dur (ext.) | Per Hjertquist  | 6-1, 6-1      |  |

### Finales en simple messieurs
| No | Date       | Nom et lieu du tournoi                         | Catégorie           | Dotation  | Surface      | Vainqueur       | Score         |          |
| -- | ---------- | ---------------------------------------------- | ------------------- | --------- | ------------ | --------------- | ------------- | -------- |
| 1  | 04-08-1980 | US Men's Clay Court Championship, Indianapolis |                     | 200 000 $ | Terre (ext.) | José Luis Clerc | 7-5, 6-3      |          |
| 2  | 12-04-1982 | Pacific Southwest Tennis Open, Los Angeles     |                     | 200 000 $ | Dur (ext.)   | Jimmy Connors   | 6-2, 6-1      |          |
| 3  | 12-07-1982 | Tournoi de tennis US Pro, Boston               |                     | 200 000 $ | Terre (ext.) | Guillermo Vilas | 6-4, 6-0      |          |
| 4  | 28-03-1983 | Monte-Carlo Open, Monte-Carlo                  | Championship Series | 300 000 $ | Terre (ext.) | Mats Wilander   | 6-1, 6-2, 6-3 | Parcours |
| 5  | 17-10-1983 | Fischer Grand Prix, Vienne                     |                     | 100 000 $ | Dur (int.)   | Brian Gottfried | 6-2, 6-3, 7-5 |          |

### Titres en double messieurs
| No | Date       | Nom et lieu du tournoi      | Catégorie | Dotation  | Surface      | Partenaire      | Finalistes                    | Score    |  |
| -- | ---------- | --------------------------- | --------- | --------- | ------------ | --------------- | ----------------------------- | -------- |  |
| 1  | 25-01-1982 | Gold Coast Cup Delray Beach |           | 300 000 $ | Terre (ext.) | Eliot Teltscher | Tomáš Šmíd Balázs Taróczy     | 6-4, 7-6 |  |
| 2  | 17-05-1982 | BMW Open Munich             |           | 75 000 $  | Terre (ext.) | Chip Hooper     | Tian Viljoen Danie Visser     | 6-4, 7-6 |  |
| 3  | 17-10-1983 | Fischer Grand Prix Vienne   |           | 100 000 $ | Dur (int.)   | Stan Smith      | Marcos Hocevar Cássio Motta   | 6-3, 6-4 |  |
| 4  | 19-10-1987 | CA Tennis Trophy Vienne     |           | 125 000 $ | Dur (int.)   | Tim Wilkison    | Emilio Sánchez Javier Sánchez | 6-3, 7-5 |  |

### Finales en double messieurs
| No | Date       | Nom et lieu du tournoi             | Catégorie | Dotation  | Surface         | Vainqueurs                     | Partenaire    | Score         |          |
| -- | ---------- | ---------------------------------- | --------- | --------- | --------------- | ------------------------------ | ------------- | ------------- | -------- |
| 1  | 02-03-1981 | Tournoi de tennis de Denver Denver |           | NC $      | NC              | Andrew Pattison Butch Walts    | Dick Stockton | 6-3, 6-4      |          |
| 2  | 22-02-1982 | Copa Monterrey Monterrey           |           | 300 000 $ | Moquette (int.) | Victor Amaya Hank Pfister      | Tracy Delatte | 6-3, 6-7, 6-3 | Parcours |
| 3  | 21-07-1986 | US Pro Boston                      |           | 220 000 $ | Terre (ext.)    | Hans Gildemeister Andrés Gómez | Dan Cassidy   | 4-6, 7-5, 6-0 |          |
| 4  | 05-10-1987 | WCT Scottsdale Open Scottsdale     |           | 232 000 $ | Dur (ext.)      | Rick Leach Jim Pugh            | Dan Goldie    | 6-3, 6-2      |          |